# Nils Werner
Nils Werner (* 30. Januar 1927 in Erfurt; † 28. August 1989) war ein deutscher Dichter und Kinderbuchautor.

## Leben
Werner war der Sohn einer „Putzfrau“. Er lernte zunächst Werkzeugmacher und studierte von 1947 bis 1950 Musik am Konservatorium in Erfurt. Von 1950 bis 1952 war er Redaktionsassistent bei der Satire-Zeitschrift Frischer Wind bzw. bei deren Nachfolger Eulenspiegel. Dort lernte er Hannes Hegen kennen, mit dem bei einigen Projekte zusammenarbeitete. Seit 1953 war er in Berlin und dann in Wilhelmshorst als freischaffender Schriftsteller tätig. Er schrieb vor allem satirische Gedichte, auch für Kinderbücher und Texte für heitere Fernsehspiele. Einig Bücher wurden Vorlagen für Puppentrickfilme. Außerdem betätigte Werner sich als Übersetzer und arbeitete er weiter für den Nachfolger des Frischen Wind Eulenspiegel. Von 1959 bis 1960 studierte er in Leipzig am Institut für Literatur Johannes R. Becher.

## Bücher
- Gewitterharfe, und andere Saiten, Illustrationen von Wilmar Riegenring, Berlin, Eulenspiegel-Verlag, Berlin, 1955
- Teddy Brumm, Illustrationen von Heinz Behling, Leipzig, Dr. Herbert Schulze Buch- und Kunstverlag, 1957; 10. Aufl. 1966; Neuausgabe Eulenspiegel Kinderbuchverlag, Berlin 2020[1]
- Eichhörnchen Pinselohr (die Geschichte eines eitlen Eichhörnchens), Illustrationen von Karl Schrader, Leipzig, Dr. Herbert Schulze Buch- und Kunstverlag Nachf., 1959
- Alarm im Kasperletheater, Illustrationen von Heinz Behling, Leipzig, Dr. Herbert Schulze Buch- u. Kunstverlag Nachf., 1958; Neuausgabe Berlin: Eulenspiegel-Verlag 1999
- Das Wachstuchpferdchen – Eine märchenhafte Reise eines kleinen Jungen um die Welt, Illustrationen von Veronika Fritsche, Leipzig, Dr. Herbert Schulze Buch- und Kunstverlag Nachf., 1957
- Hinterm Zirkuszelt, Illustrationen von Hans Baltzer, Berlin, Kinderbuch-Verlag, 1959
- 5 kleine Geschichten, Illustrationen von Veronika Fritsche, Leipzig, Dr. Herbert Schulze Buch- und Kunstverlag 1962
- Wolly der Waschbär, Illustrationen von Erich Gürtzig, Leipzig, Dr. Herbert Schulze Buch- und Kunstverlag Nachf., 1965
- Ein kleines graues Eselkind, Illustrationen von Heinz Rammelt, Leipzig, Dr. Herbert Schulze Buch- und Kunstverlag Nachf., 1964, 1. Auflage
- Ein kleines Biberkind, Illustrationen von Heinz Rammelt, Leipzig, Dr. Herbert Schulze, 1968
- Herr Wenner und Herr Hätter. Schmunzelverse, Spottgedichte, Berlin: Eulenspiegel-Verlag, 1967; 3. Aufl. 1976
- Der Spatz aus Afrika, Illustrationen von Brunhilde Eisler, Leipzig, Dr. Herbert Schulze Buch- und Kunstverlag Nachf., 1971
- Ein Jahr hat viele Blumen, Illustrationen von Veronika Fritsche, Leipzig, Dr. Herbert Schulze Buch- und Kunstverlag Nachf., 1972